# Thrasivulos Zaimis

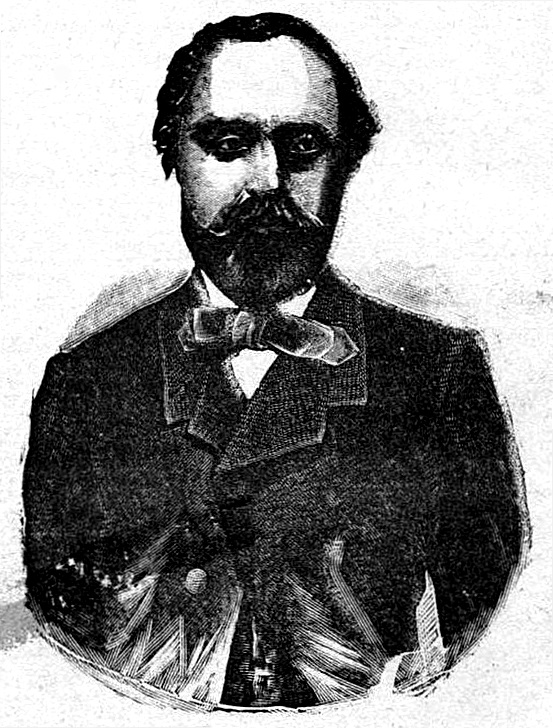
Thrasivulos Zaimis.

Thrasivulos Zaimis (en griego: Θρασυβούλος Ζαΐμης) fue un político griego, nacido el 29 de octubre de 1822 y fallecido en 1880.
Era el hijo de Andreas Zaimis, soldado y jefe de gobierno antes del reconocimiento de la independencia griega del Imperio otomano. Estudió Derecho en Francia. Fue diputado al Parlamento griego en 1850. Alcanzó el cargo de primer ministro de Grecia en dos ocasiones entre 1869 y 1872.
Fue padre de Alexandros Zaimis, quien también llegó a ser primer ministro de Grecia.
- Datos: Q127366
- Multimedia: Thrasyvoulos Zaimis / Q127366